# Clifford Ngobeni
Clifford Ngobeni (Soweto, 27 juni 1987) is een Zuid-Afrikaans voetballerdie bij voorkeur als middenvelder speelt. Sinds 2013 speelt hij bij de Mpumalanga Black Aces. Ngobeni is op proef geweest bij Ajax.

## Interlandcarrière
Op 8 september 2009 speelde Ngobeni tot dusver zijn enige wedstrijd voor Zuid-Afrika; in de verloren wedstrijd tegen Ierland mocht hij negen minuten voor tijd invallen voor Kagisho Dikgacoi.
| Interlands van Clifford Ngobeni voor Zuid-Afrika | Interlands van Clifford Ngobeni voor Zuid-Afrika | Interlands van Clifford Ngobeni voor Zuid-Afrika | Interlands van Clifford Ngobeni voor Zuid-Afrika | Interlands van Clifford Ngobeni voor Zuid-Afrika | Interlands van Clifford Ngobeni voor Zuid-Afrika |
| №                                                | Datum                                            | Wedstrijd                                        | Uitslag                                          | Soort wedstrijd                                  | Doelpunten                                       |
| Als speler bij Ajax Cape Town                    | Als speler bij Ajax Cape Town                    | Als speler bij Ajax Cape Town                    | Als speler bij Ajax Cape Town                    | Als speler bij Ajax Cape Town                    | Als speler bij Ajax Cape Town                    |
| ------------------------------------------------ | ------------------------------------------------ | ------------------------------------------------ | ------------------------------------------------ | ------------------------------------------------ | ------------------------------------------------ |
| 1.                                               | 8 september 2009                                 | Ierland – Zuid-Afrika                            | 1 – 0                                            | Vriendschappelijk                                | 0                                                |

## Statistieken
| Seizoen         | Club                  |                      | Competitie            | Competitie | Competitie | Beker | Beker | Internationaal | Internationaal | Totaal | Totaal |
| Seizoen         | Club                  | Wed.                 | Competitie            | Dlp.       | Wed.       | Dlp.  | Wed.  | Dlp.           | Wed.           | Dlp.   |        |
| --------------- | --------------------- | -------------------- | --------------------- | ---------- | ---------- | ----- | ----- | -------------- | -------------- | ------ | ------ |
| 2004/05         | Ajax Cape Town        | Vlag van Zuid-Afrika | Premier Soccer League | 1          | 0          | 0     | 0     | –              | –              | 1      | 0      |
| 2005/06         | Ajax Cape Town        | Vlag van Zuid-Afrika | Premier Soccer League | 1          | 0          | 0     | 0     | –              | –              | 1      | 0      |
| 2006/07         | Ajax Cape Town        | Vlag van Zuid-Afrika | Premier Soccer League | 26         | 1          | 0     | 0     | –              | –              | 26     | 1      |
| 2007/08         | Ajax Cape Town        | Vlag van Zuid-Afrika | Premier Soccer League | 8          | 0          | 0     | 0     | –              | –              | 8      | 0      |
| 2008/09         | Ajax Cape Town        | Vlag van Zuid-Afrika | Premier Soccer League | 16         | 0          | 0     | 0     | –              | –              | 16     | 0      |
| 2009/10         | Ajax Cape Town        | Vlag van Zuid-Afrika | Premier Soccer League | 20         | 0          | 4     | 0     | –              | –              | 24     | 0      |
| Club totaal     | Club totaal           | Club totaal          | Club totaal           | 72         | 1          | 4     | 0     | –              | –              | 76     | 1      |
| 2010/11         | Orlando Pirates FC    | Vlag van Zuid-Afrika | Premier Soccer League | 19         | 0          | 7     | 0     | –              | –              | 26     | 0      |
| 2011/12         | Orlando Pirates FC    | Vlag van Zuid-Afrika | Premier Soccer League | 7          | 0          | 2     | 0     | –              | –              | 9      | 0      |
| Club totaal     | Club totaal           | Club totaal          | Club totaal           | 26         | 0          | 9     | 0     | –              | –              | 35     | 0      |
| 2011/12         | Golden Arrows         | Vlag van Zuid-Afrika | Premier Soccer League | 13         | 0          | 0     | 0     | –              | –              | 13     | 0      |
| Club totaal     | Club totaal           | Club totaal          | Club totaal           | 13         | 0          | 0     | 0     | –              | –              | 13     | 0      |
| 2013/14         | Mpumalanga Black Aces | Vlag van Zuid-Afrika | Premier Soccer League | 22         | 2          | 1     | 0     | –              | –              | 23     | 2      |
| 2014/15         | Mpumalanga Black Aces | Vlag van Zuid-Afrika | Premier Soccer League | 2          | 0          | 0     | 0     | –              | –              | 2      | 0      |
| Club totaal     | Club totaal           | Club totaal          | Club totaal           | 24         | 2          | 1     | 0     | –              | –              | 25     | 2      |
| Carrière totaal | Carrière totaal       | Carrière totaal      | Carrière totaal       | 135        | 3          | 14    | 0     | –              | –              | 149    | 3      |

Bijgewerkt t/m 17 maart 2015

## Erelijst

### MetAjax Cape Town
| Competitie              | Winnaar | Winnaar | Runner-up | Runner-up |
| Competitie              | Aantal  | Jaren   | Aantal    | Jaren     |
| ----------------------- | ------- | ------- | --------- | --------- |
| Nationaal               |         |         |           |           |
| ABSA Cup (beker)        | 1x      | 2007    |           |           |
| Telkom Knockout (beker) | 1x      | 2008    |           |           |

### MetOrlando Pirates FC
| Competitie              | Winnaar | Winnaar    | Runner-up | Runner-up |
| Competitie              | Aantal  | Jaren      | Aantal    | Jaren     |
| ----------------------- | ------- | ---------- | --------- | --------- |
| Nationaal               |         |            |           |           |
| MTN 8 (beker)           | 2x      | 2010, 2011 |           |           |
| Premier Soccer League   | 1x      | 2010/11    |           |           |
| Nedbank Cup (beker)     | 1x      | 2010/11    |           |           |
| Telkom Knockout (beker) | 1x      | 2011       |           |           |

### Persoonlijk
- Premier League Soccer Rookie van het Jaar: 2006/07